# Asunción (Tabasco)
Asunción es una localidad del municipio de Balancán ubicado en la subregión de los Ríos del estado mexicano de Tabasco.

## Geografía
La localidad se ubica a 50.7 kilómetros (en dirección noreste) de la localidad de Balancán de Domínguez, la cabecera y lugar más poblado del municipio. Se sitúa en las coordenadas geográficas 17°31′28″N 91°09′33″O / 17.524444, -91.159167, a una elevación de 60 metros sobre el nivel del mar.

## Demografía
Según el Conteo de Población y Vivienda 2020, efectuado por el Instituto Nacional de Estadística y Geografía, la localidad de Asunción tiene 149 habitantes, de los cuales 82 son del sexo masculino y 67 del sexo femenino. Su tasa de fecundidad es de 3.44 hijos por mujer y tiene 44 viviendas particulares habitadas.
| Gráfica de evolución demográfica de Asunción entre 1990 y 2020 |
|                                                                |
| INEGI.                                                         |